# Harry Bronk
Henri Luciën Louis (Harry) Bronk (Amsterdam, 1 mei 1922 - Breukelen, 24 mei 1996) was een Nederlandse acteur en radio- en filmregisseur.
Bronk had een enorme productie als regisseur en was zeer breed georiënteerd. Hij regisseerde zowel kinderprogramma's, poppenseries, toneelproducties maar was vooral bekend door zijn enorme productie aan hoorspelen voor de radio. Zij loopbaan omvatte drie decennia. Van 1969 tot en met 1979 was Bronk hoofd drama-kunstzaken bij de TROS radio. Hij overleed in 1996 op 74-jarige leeftijd.

## Regie
- Negen heit de klok, (radioprogramma van de KRO)
- Sprong in het heelal, (originele titel Journey into Space, radiohoorspel)
- Dombo, (tekenfilm, Nederlandse stem van Timmie de muis)
- Melodie van het zuiden, (tekenfilm, Nederlandse stem van Broer Konijn)
- Alice in wonderland, (tekenfilm, Nederlandse stem van de Maartse haas)
- De meisjes uit Viterbo (hoorspel, 1953)
- Lady en de Vagebond, Nederlandse stem
- De weg naar het hart, (film, 1956)
- Eva Bonheur, (hoorspel, 1957)
- De vrouw in het wit (hoorspel), (hoorspelserie 1961)
- Testbemanning, (hoorspelserie 1961-1962)
- Paul Vlaanderen en het Margo-mysterie, (hoorspel, 1962)
- Achter de muur, (hoorspel, 1967)
- Thunderbirds, (poppenserie op tv (Nederlandse nasynchronisatie), 1965-1968)
- Vrij van helm, (hoorspel, 1969)
- Het Nederlands Nationaal Toneel
- Toneelgroep Ensemble

## Hoorspelregisseur
Bronk regisseerde ook een aantal hoorspelen voor de radio, zoals:
- Mannenzaken (1980)
- Bij ongeval waarschuwen (1980)
- Inclusief (1980)
- Bedankt (1979)
- De nachtzuster sliep in het dagverblijf (1979)
- Een boot in het bos (1979)
- Ingesloten (1979)
- Opgeborgen (1979)
- De honden (1978)
- Evelyn (1978)
- Angle (1977)
- Het duel (1977)
- Vluchtmisdrijf (1977)
- Wilt u alstublieft even luisteren? (1977)
- De blauwe zaden (Matt Meldon-cyclus, 1976)
- Het bezoek (1976)
- Schoppenvrouw (1976)
- De revolte van de wormen (1975)
- Huwelijk niet uitgesloten (1975)
- Tip van een verlinker (1975)
- Volgens de letter van de wet (1975)
- Arm kleintje (1974)
- Brief van een moeder (1974)
- De laatste fles ter wereld (1974)
- En toch leven ze verder (1974)
- Spel van kat en muis (1974)
- Prometheus XIII (Matt Meldon-cyclus (1973)
- Michael Strogoff (1973)
- Vakantiereis (1973)

- De Rembrandtvervalsing (1972)
- De hond met de twee koppen (1972)
- Een sterfgeval in de familie (1972)
- Iene miene mutte (1972)
- Jij bent het licht in mijn ogen (1972)
- Moord op een dode (1972)
- Rondje van het huis (1972)
- Thuiskomst (1972)
- Van hetzelfde laken een pak (1972)
- Tien jaar na dato (1972)
- Tip van een verlinker (1972)
- ‘t Is duur om niet dood te gaan (1972)
- Wat niet aan het licht komt (1972)
- Wegens gebrek aan bewijs (1972)
- Afgekeurde bankbiljetten (1971)
- Tunnel der duisternis (Matt Meldon-cyclus, 1971)
- Gereserveerde coupé (1971)
- I'll be waiting (1971)
- Tweehonderd voetsporen (1971)
- Apollo XXI - Het maanmysterie (Matt Meldon-cyclus, 1970)
- De gesluierde planeet (Matt Meldon-cyclus, 1970)
- De groentekist (1970)
- Het fatale uur van Mr. Lawson (1970)
- Lijk op thuisvaart (1970)
- Kantekleer (1970)
- De gemeenschappelijke factor (1969)
- Met of zonder (1969)
- Een boot in het bos (1966)